# فاليري ليتورنو
فاليري ليتورنو (بالإنجليزية: Valérie Létourneau؛ مواليد 29 أبريل 1993) هي مُقاتلة فنون قتالية مختلطة كندية مُعتزلة.

## وصلات خارجية
- فاليري ليتورنو على موقع يو إف سي (الإنجليزية)
- فاليري ليتورنو على موقع بيلاتور (الإنجليزية)
- فاليري ليتورنو على موقع شيردوغ (الإنجليزية)
- فاليري ليتورنو على موقع Tapology.com (الإنجليزية)
- فاليري ليتورنو على موقع IMDb (الإنجليزية)